# بوومانس ادیشن (مریلند)
بوومانس ادیشن (به انگلیسی: Bowmans Addition) شهری در ایالت مریلند کشور ایالات متحده آمریکا است که جمعیت آن در سرشماری سال ۲۰۱۰ میلادی، ۶۲۷ نفر بوده‌است.